# سس مایونز

سس مایونز در حال سرو

سس مایونز (به انگلیسی: Mayonnaise) نوعی سس است که به‌طور سرد، در بسیاری از سالادها و غذاها از جمله ساندویچ، همبرگر و سیب‌زمینی سرخ‌کرده مورد استفاده است.
این سس، یک امولسیون از زرده تخم‌مرغ، روغن و یک ترکیب اسیدی مانند سرکه یا آبلیمو است. مایونز دارای انواع بسیار گوناگونی است و بر اساس نسبت ترکیبات، ادویه‌ها و مواد افزودنی، دارای رنگی سفید تا زرد روشن و طعم و غلظت‌های متفاوت است. امروزه انواع تجاری بدون تخم‌مرغ و بدون کلسترول مایونز برای بیماران، افراد حساس به تخم‌مرغ و وگان‌ها تولید می‌شود.

## روش تهیه
مایونز با استفاده از همزن دستی یا چنگال یا با کمک مخلوط‌کن یا همزن برقی و افزودن آهسته و مداوم روغن به زردهٔ تخم‌مرغ تولید می‌شود. بخش اصلی سس با ترکیب آب موجود در زرده تخم‌مرغ و روغن و تشکیل یک امولسیون شکل گرفته و قوام پیدا می‌کند. لسیتین و پروتئین‌های موجود در زرده نیز نقش پایدارکننده امولسیون را ایفا می‌کنند. یکی از افزودنی‌های معمول این سس، خردل است که باعث بهبود طعم سس می‌شود. خردل همچنین با دارا بودن لسیتین، به حفظ قوام سس کمک می‌کند. افزودن سرکه باعث افزایش ظرفیت امولسیونه شدن روغن موجود در این ترکیب و افزایش بازدهی تولید سس می‌شود.

بدون امولسیفایر، محلول آب و روغن، دو فاز می‌شود و فاز روغن روی فاز آب می‌ایستد؛ بنابراین برای پایداری این ترکیب، استفاده از امولسیفایر همچون زرده تخم‌مرغ الزامی است.

## مصرف جهانی

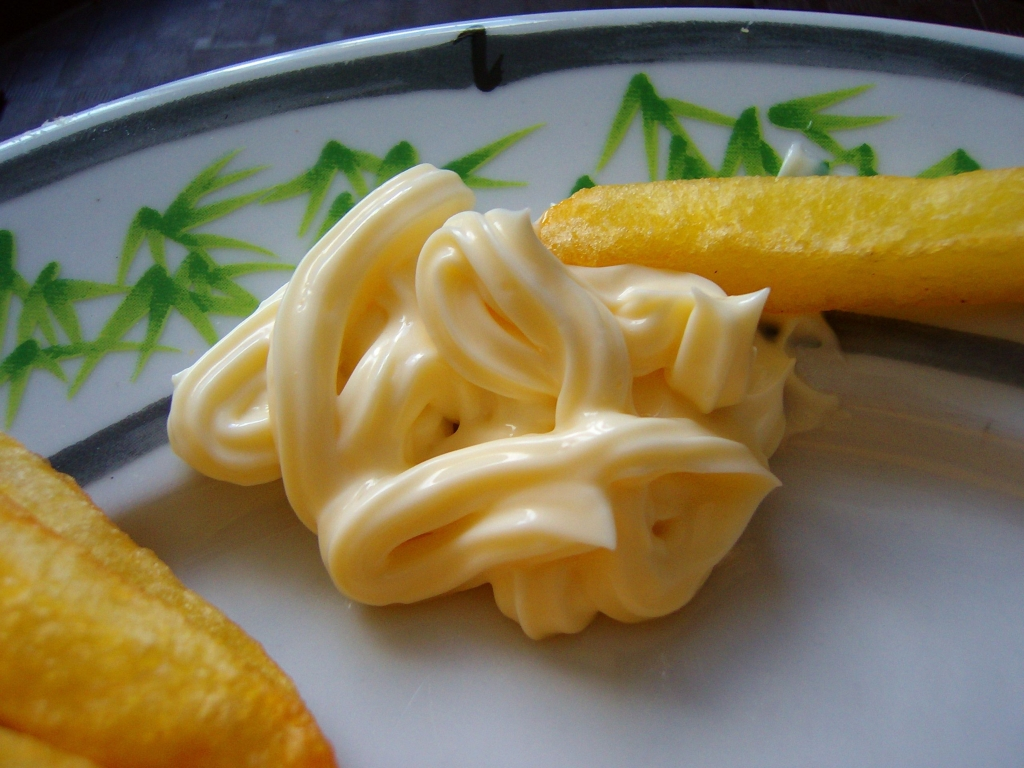
مایونز و سیب‌زمینی سرخ‌کرده در هلند شمالی

مایونز در سراسر دنیا به‌عنوان یک چاشنی غذایی یا به‌عنوان یکی از اجزای سس‌های دیگر مانند سس تارتار، مورد استفاده است.

### ژاپن

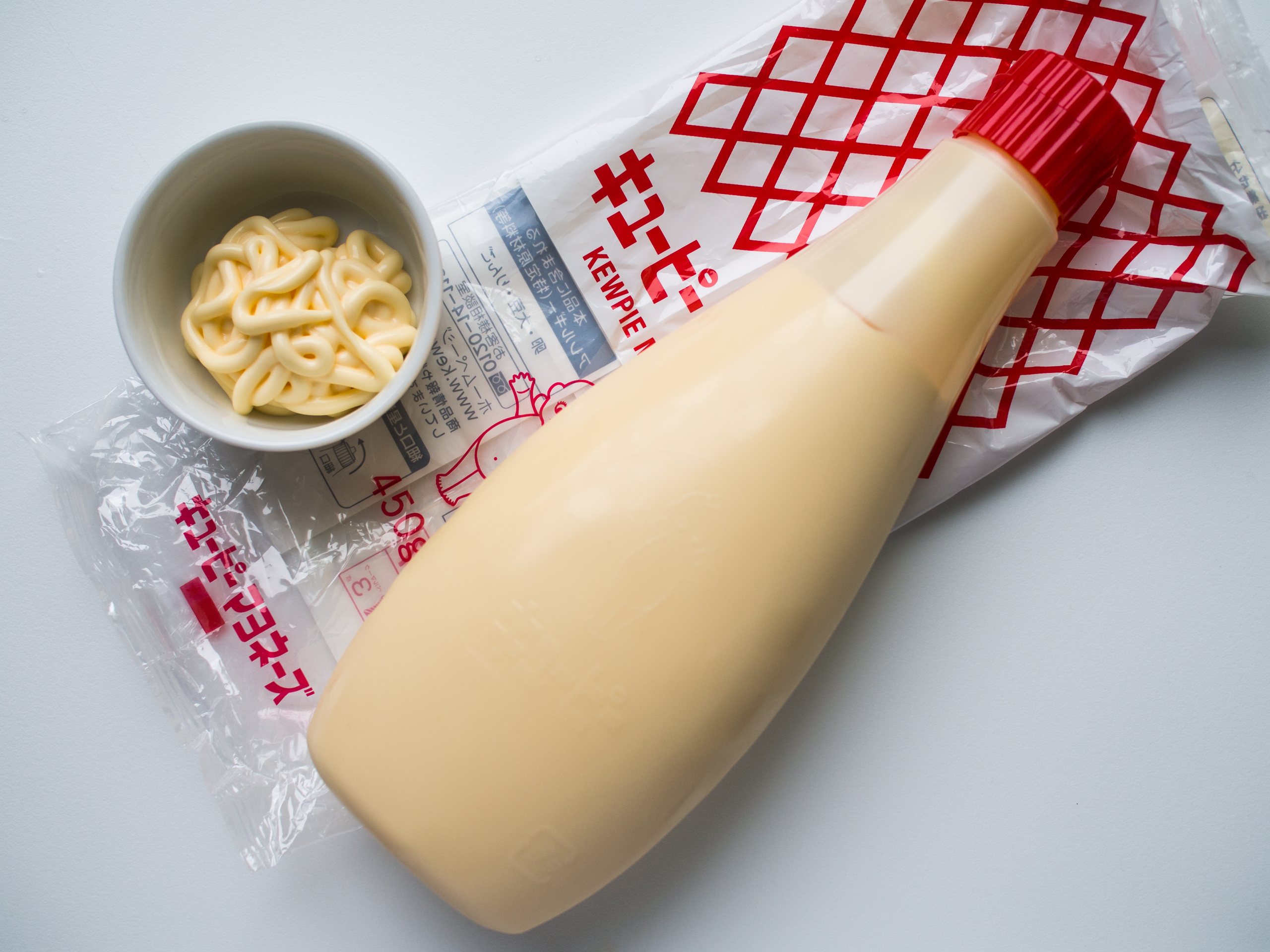
مایونز ژاپنی یا کیوپای

مایونز در ژاپن با استفاده از سرکه برنج تولید می‌شود و طعم متفاوتی با سایر انواع مایونز دارد. این سس علاوه بر سالادها، همراه با غذاهایی مانند اوکونومی‌یاکی، تاکویاکی و یاکی‌سوبا استفاده می‌شود.

### ایالات متحده
تجارت سالانه مایونز در ایالات متحده، معادل ۱/۳ میلیارد دلار آمریکا است.
عرضهٔ تجاری مایونز در ظروف شیشه‌ای از سال ۱۹۰۷ در فیلادلفیا آغاز شد. تقریباً در همان هنگام «نینا هلمنز» یک مهاجر آلمانی در نیویورک، سسی را به منظور فروش بیشتر ساندویچ‌های مغازه شوهرش تهیه کرد. هلمنز این سس را به جای کره در ساندویچ‌هایش استفاده می‌کرد. او به تدریج در طعم سس خود تنوع ایجاد کرد و در سال ۱۹۱۲، کارخانه این سس را در آمریکا راه اندازی کرده و اسمش را «Best Food» گذاشت.

### روسیه
مایونز در روسیه بسیار پرطرفدار است و با استفاده از روغن آفتابگردان و روغن سویا تولید می‌شود. این سس در روسیه میزان مصرف بالاتری نسبت به سس کچاپ دارد و به‌طور گسترده در سالاد الیویه مورد مصرف است.

## سالمونلا
مایونزهای خانگی یا تولیدشده به‌صورت تجاری، هردو از اصلی‌ترین عوامل ابتلای افراد به عفونت‌های مرتبط با سالمونلا مانند حصبه است. منشأ ورود این باکتری به داخل سس، زرده تخم‌مرغ خام است. تاکنون چندین مورد از گسترش و شیوع این بیماری‌ها با مصرف مایونز رخ داده است. یکی از این موارد، در ۱۹۵۵ در دانمارک اتفاق افتاد که ۱۰۰۰۰ نفر، با مصرف مایونز تولید شده توسط یک رستوران، به عفونت‌های سالمونلایی مبتلا شدند. موارد مشابه دیگری نیز در آمریکا و اسپانیا رخ داده است. پی‌اچ توصیه شده جهت نگهداری از سس مایونز، معادل ۴٫۱ است و دلیل تمامی موارد آلودگی سالمونلایی، بالا بودن پی‌اچ مایونزها و اسیدیته ناکافی اعلام شد.

## اطلاعات تغذیه‌ای
مایونز دارای ۸۰ درصد روغن گیاهی است. برای تهیهٔ این سس، معمولاً از روغن سویا و به‌طور محدودتر، از روغن زیتون و روغن آفتابگردان استفاده می‌شود.
میزان آب در سس مایونز ۷ یا ۸ درصد و میزان زرده تخم‌مرغ حدود ۶ درصد است. میزان سرکه حدود ۴ درصد و نمک و شکر، یک درصد است. در برخی روش‌های تولید مایونز، از سفیده تخم‌مرغ نیز استفاده می‌شود. نسبت مواد در این مورد و در انواع رژیمی و وگان مایونز متفاوت است.
میزان کالری مایونز به‌طور متوسط، ۷۰۰ کیلوکالری در هر ۱۰۰ گرم است و از مواد غذایی با کالری بالا به‌شمار می‌رود.

## تاریخچه
داستان‌های ضد و نقیضی دربارهٔ چگونگی پیدایش این سس وجود دارد، بسیاری از صاحب‌نظران معتقدند، اولین بار این سس به صورت مخلوطی از زرده تخم مرغ و روغن، در سال ۱۷۵۶ میلادی در فرانسه تهیه شد.
گفته می‌شود این سس، نخستین بار توسط آشپزهای فرانسوی تهیه شده است. برخی می‌گویند، این سس شبیه ترکیبی است که در روم باستان از مخلوط روغن زیتون و تخم‌مرغ تهیه می‌شد و این روزها به این شکل عرضه می‌شود. نخستین دستور تهیهٔ یافت‌شده برای تهیهٔ مایونز، در سال ۱۸۰۶ نوشته شده است.
این سس برای اولین بار در ایران در سال ۱۳۴۹ توسط شرکت مهرام تولید و به فروش رسید